# Peperomia incana
Peperomia incana är en pepparväxtart som först beskrevs av Adrian Hardy Haworth, och fick sitt nu gällande namn av William Jackson Hooker. Peperomia incana ingår i släktet peperomior, och familjen pepparväxter. Inga underarter finns listade i Catalogue of Life.